# Joseph Gregor Lang

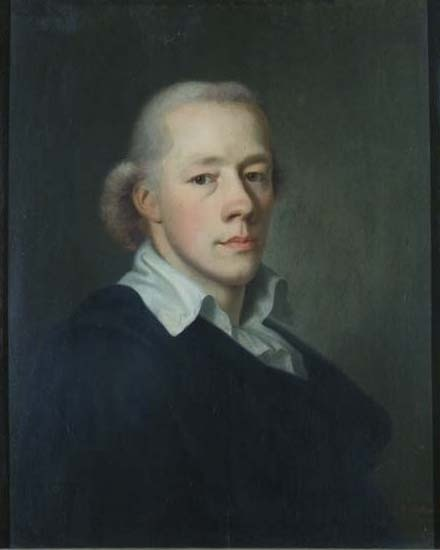
Porträt von Joseph Gregor Lang, Gemälde von Benedikt Beckenkamp 1791

Joseph Gregor Lang (* 18. Oktober 1755 in Koblenz; † 30. Juni 1834 in Neuendorf heute zu Koblenz) war ein deutscher Pastor, Pädagoge, Kunstmäzen und Mitbegründer der Stadtbücherei von Koblenz. Seine Gemäldesammlung vermachte er der Stadt Koblenz und bildete den Grundstock für das heutige Mittelrhein-Museum.

## Leben und Beruf
Joseph Gregor Lang wurde am 8. August 1779 in Köln zum katholischen Priester geweiht. Danach wurde er Pfarrer der kurfürstlichen Militärkirche in Koblenz und unterrichtete an der Garnisonsschule. Sein Förderer war der letzte Trierer Kurfürst Clemens Wenzeslaus von Sachsen, der sein Talent erkannte und ihn auf Lehrerseminare nach Fulda, Würzburg und Mainz schickte. Mit den dort gewonnenen Erkenntnissen richtete Lang in Koblenz 1784 ein Lehrerseminar ein, an dem er selbst unterrichtete. In den Jahren 1789/1790 verfasste Lang das berühmte Werk Reise auf dem Rhein in zwei Bänden. Dieser Reiseführer für Rheintouristen wird auch als erster „Baedeker“ bezeichnet.
Mit Einmarsch der französischen Revolutionsarmee 1794 in Koblenz musste er seine Arbeit einstellen. Die nächsten neun Jahre blieb Lang ohne feste Anstellung und verdiente als Hauslehrer seinen Lebensunterhalt. Mit Gründung der Pfarrei Neuendorf 1804 wurde Lang von den Franzosen als Pfarrer eingesetzt. Diese Stelle übte er bis zu seinem Tode 1834 aus. Nachdem Koblenz preußisch wurde, setzten ihn die neuen Machthaber 1818 zusätzlich als Schulinspektor ein. Er war maßgeblich an der Verbesserung des Schulwesens im linksrheinischen Teil des Kreises Koblenz verantwortlich. Dabei galt die Schule in Neuendorf als Musterschule.

## Sammler und Kunstmäzen
Am 15. Juni 1833 vermachte Joseph Gregor Lang der Stadt Koblenz eine umfangreiche Bibliothek, eine Sammlung von 197 Gemälden und 3.000 Gulden. Die Bücher und Gemälde konnte Lang teilweise aus von den Franzosen säkularisierten Stiften und Klöstern erwerben. Dabei kam er der französischen Kommission zuvor, die in den besetzten linksrheinischen Gebieten nach alten Handschriften, Gemälden und anderen Kunstschätzen Ausschau hielten. Die nun städtische Sammlung wechselte neun Mal ihren Standort. Ein erneuter Standortwechsel fand 2013 mit dem Umzug des Mittelrhein-Museums vom Alten Kaufhaus ins Forum Confluentes am neuen Zentralplatz statt. Ein großer Teil der von Lang stammenden Gemälde ist (nach Verlusten im Zweiten Weltkrieg und Verkauf bzw. Tausch gegen andere Kunstwerke) dort noch heute vorhanden und wird teilweise in der Dauerausstellung des Museums gezeigt. Die Büchersammlung Langs bildet den größten Teil des Altbestandes in der Koblenzer Stadtbibliothek.

## Veröffentlichungen
- Reise auf dem Rhein

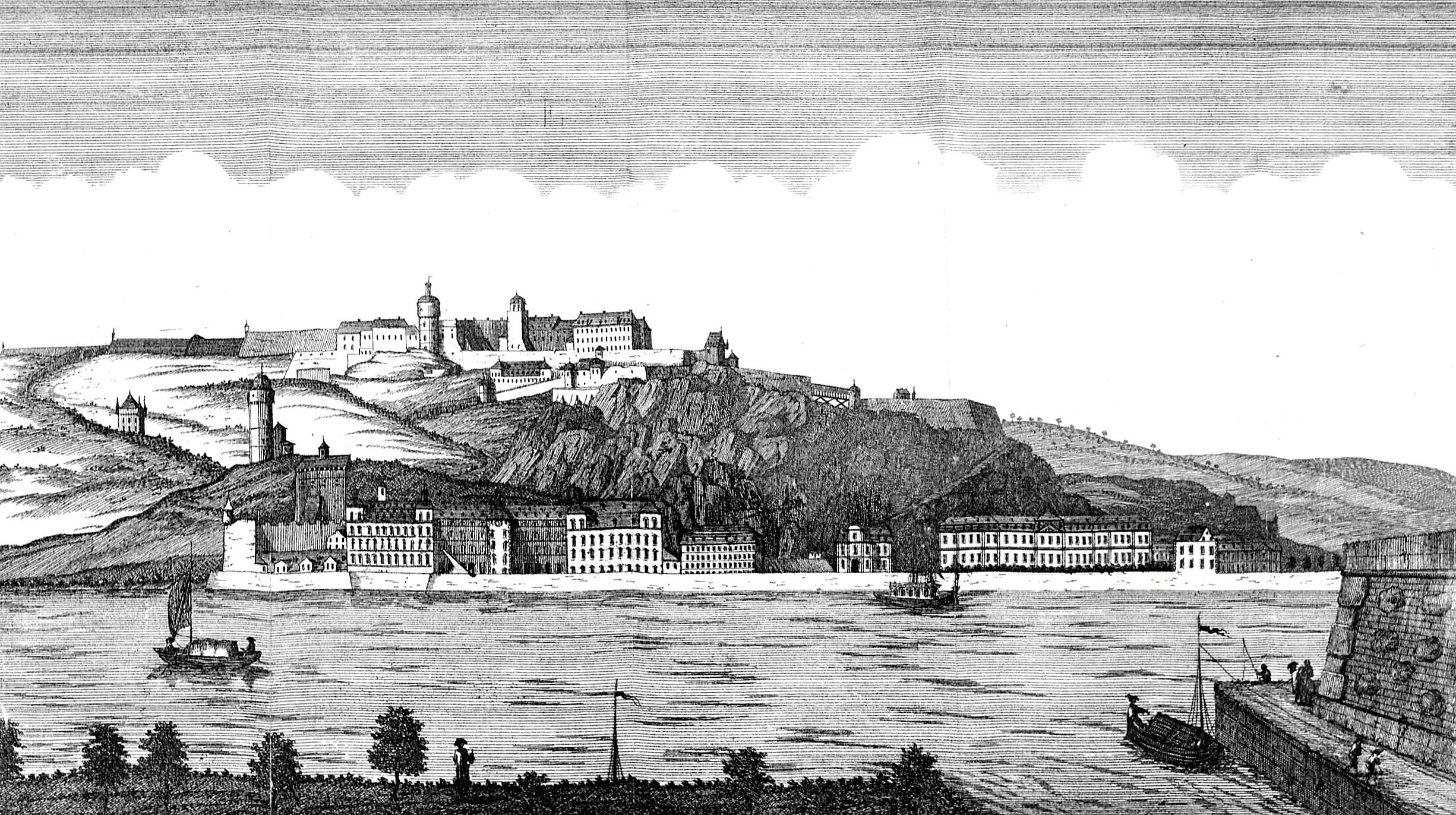
Die kurtrierische Festung Ehrenbreitstein und das Schloss Philippsburg, Abbildung aus Langs Reise auf dem Rhein

  - Band 1: Von Mainz bis Andernach, 1789 (Onlinefassung)
  - Band 2: Von Andernach bis Düsseldorf, 1790.

## Ehrungen
In Koblenz-Neuendorf trägt seit dem 20. Juni 1900 die Pastor-Lang-Straße seinen Namen.